# Anaulacomera spinata
Anaulacomera spinata är en insektsart som beskrevs av Brunner von Wattenwyl 1878. Anaulacomera spinata ingår i släktet Anaulacomera och familjen vårtbitare. Inga underarter finns listade i Catalogue of Life.